# Dicranomyia (Dicranomyia) albitarsis
Dicranomyia (Dicranomyia) albitarsis is een tweevleugelige uit de familie steltmuggen (Limoniidae). De soort komt voor in het Oriëntaals gebied.